# Dokkaebi

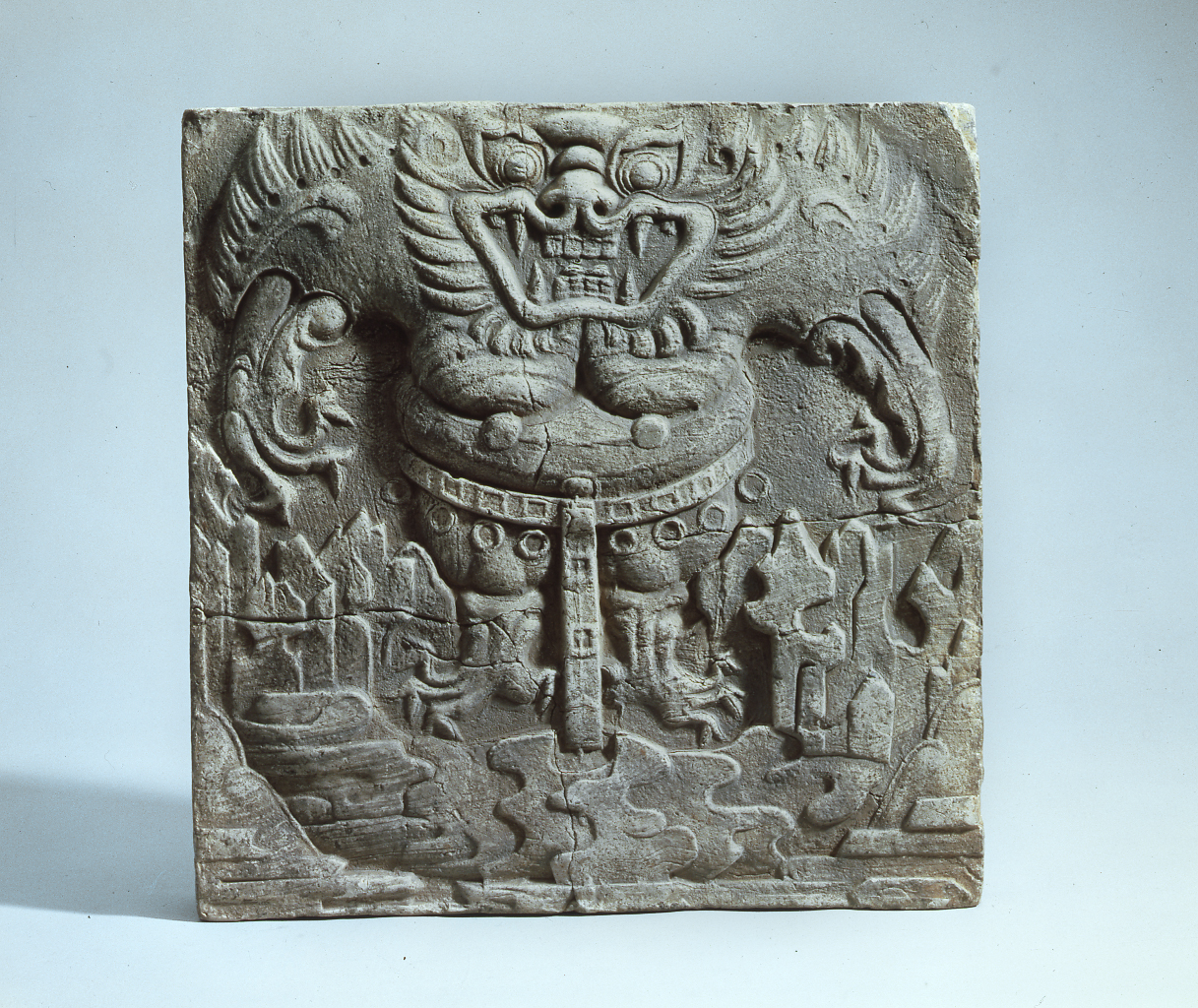
Piastrella raffigurante un dokkaebi, rinvenuta a Oe-ri (Buyeo), risalente al periodo Baekje.

Il dokkaebi (도깨비?, DokkaebiLR, TokkaebiMR) è una creatura leggendaria della mitologia e del folclore coreani. Possiede poteri e abilità straordinari che usa per interagire con gli esseri umani, a volte aiutandoli, altre giocando loro degli scherzi o punendoli per atti malvagi; seppur sia anche conosciuto con l'appellativo di "goblin coreano", a differenza del goblin, non è una creatura dalla connotazione demoniaca o maligna, ma possiede anche caratteristiche benevole.
Il racconto più antico che narra dei dokkaebi è la fiaba dell'era Silla Dohwa-nyeo Bihyeong-rang (도화녀 비형랑?; "La dama Dohwa e lo scapolo Bihyeong") dal Samguk Yusa, redatto durante il periodo Goryeo; i dokkaebi sono poi presenti in molte antologie di racconti popolari risalenti al periodo Joseon.

## Caratteristiche fisiche e poteri
I dokkaebi sono diversi dai gwisin (귀신?; generalmente "fantasmi") perché non sono anime di esseri umani defunti rimaste intrappolate tra la vita e la morte, ma si formano da oggetti inanimati, quali vecchi strumenti domestici scartati (scope, cestini, pestelli, ecc.) o oggetti macchiati da sangue umano. Il loro aspetto fisico, imponente e temibile, è stato rappresentato in molti modi diversi, cambiando nel corso delle epoche storiche: possono avere corna, occhi sporgenti, bocca grande, lunghi denti affilati, corpo peloso e lunghi artigli. Sono creature tipicamente notturne, ma possono uscire allo scoperto anche durante il giorno quando piove o c'è la nebbia.
Diverse versioni della mitologia dei dokkaebi attribuiscono loro caratteristiche mutevoli. In alcuni casi sono innocui, ma comunque maliziosi, e sono soliti giocare scherzi alle persone o sfidare i viaggiatori a uno scontro di ssireum (lotta coreana), nel quale sono molto bravi, per il diritto al passaggio. Si possono battere soltanto se si sfrutta il loro lato destro o, come narrato in altri racconti nei quali vengono dipinti con una gamba sola, facendoli inciampare.
Il fuoco del dokkaebi è una luce scintillante o delle fiamme alte di colore blu che ne annunciano l'arrivo. Sono in possesso di oggetti magici come il cappello gamtu (감투?), che rende invisibile chi lo indossa, e il bastone magico bangmang-i (방망이?), una sorta di bacchetta magica che può evocare oggetti dal nulla.

## Rituali
Ritenuti in grado di controllare le creature acquatiche, i dokkaebi venivano venerati dalle comunità di pescatori, o anche per ottenere buoni raccolti e ingenti fortune, oltre che per proteggersi dagli spiriti malvagi. Per incoraggiare i dokkaebi a portare benefici agli umani, vengono tenuti dei rituali. In alcuni villaggi remoti, essendo loro attribuita la responsabilità degli incendi o di malattie contagiose come il vaiolo, i rituali servono invece a cacciarli.

## Tipi
- Cham dokkaebi (참도깨비?; letteralmente dokkaebi vero), un dokkaebi malizioso e birichino.
- Gae dokkaebi (개도깨비?; letteralmente dokkaebi selvaggio), considerato cattivo.
- Kim seobang dokkaebi (김서방 도깨비?; letteralmente dokkaebi signor Kim), un dokkaebi muto che assomiglia a un agricoltore.
- Nat dokkaebi (낮도깨비?; letteralmente dokkaebi del giorno), appare durante il giorno, a differenza degli altri, e consegna cappelli gamtu agli umani.
- Go dokkaebi (고도깨비?; letteralmente dokkaebi alto), ritenuto un bravo combattente, specialmente con arco e frecce.
- Gaksi dokkaebi (각시도깨비?; letteralmente dokkaebi fanciulla) e chonggak dokkaebi (총각도깨비?; letteralmente dokkaebi scapolo), che attraggono gli umani.
- Oenun dokkaebi (외눈도깨비?; letteralmente dokkaebi monocolo), un dokkaebi monocolo che mangia molto.
- Oedari dokkaebi (외다리도깨비?; letteralmente dokkaebi con una gamba sola), possiede una gamba sola e ama giocare a ssireum.

## Nella cultura di massa
- Nel drama coreano del 2010 Nae yeojachin-guneun gumiho, tra i personaggi c'è un dokkaebi che cerca di rubare la perla della volpe della gumiho.
- Nel romanzo del 2014 di Larry Correia Monster Hunter Nemesis, il personaggio di Michael Putlack viene posseduto da un go dokkaebi.
- Nel drama coreano del 2016 Tae-yang-ui hu-ye, un villaggio di orfani di guerra che vengono venduti ai trafficanti di sesso viene chiamato "villaggio dei dokkaebi".
- Nel drama coreano del 2016 Dokkaebi, il protagonista Kim Shin, interpretato da Gong Yoo, è un dokkaebi alla ricerca di una sposa umana per porre fine alla propria immortalità.
- A inizio 2017, il gruppo femminile CLC ha pubblicato la canzone "Hobgoblin" (도깨비?, DokkaebiLR).
- Nel videogioco Tom Clancy's Rainbow Six: Siege uno dei 2 operatori coreani è soprannominato Dokkaebi
- Nel romanzo e webtoon coreano "Omniscient reader's viewpoint" uno dei personaggi principali è un dokkaebi